# Ouragan Epsilon (2005)
Pour les articles homonymes, voir Cyclone tropical Epsilon.
L’ouragan Epsilon a rehaussé le record de la saison où il y eut le plus de tempêtes nommées dans le bassin de l'océan Atlantique, devenant la 27e. C'était la première utilisation du nom Epsilon pour une tempête tropicale dans ce bassin et le cinquième cyclone de la saison nommé par une lettre grecque. Zeta achèvera le compte un mois plus tard mais le record sera battu lors de la saison 2020.
En devenant le 15e ouragan de la saison 2005, Epsilon a aussi battu le record du nombre d'ouragans dans une saison cyclonique dans le bassin Atlantique.

## Chronologie
Tard le 27 novembre 2005, des vents de tempête ont été signalés au-dessous d’une zone de basses pressions à 1 800 km des Bermudes, dans le voisinage de la tempête tropicale Delta, qui avait commencé à perdre ses caractéristiques tropicales. Le 28 novembre, le creux dépressionnaire se sépara de la zone frontale, demeurant plutôt désorganisé et peu convectif.
Tôt le 29 novembre, la convection atmosphérique autour de la dépression augmenta brusquement. Vers 6:00 UTC, le système était suffisamment organisé pour obtenir le titre de tempête tropicale, qu’on nomma Epsilon. Vers 15:00 UTC, le centre du système était entouré de nuages convectifs.
Epsilon se déplaça vers l’Ouest-Sud-Ouest, prenant lentement de l’intensité. Un semblant d’œil commença à être visible le 30 novembre, lorsque les vents de surface atteignirent les 100 km/h. Le 2 décembre, après avoir pris une direction nord-est, Epsilon s’est intensifié suffisamment pour devenir un ouragan, vers 18:00 UTC, à 1 600 km à l’Est-Nord-Est des Bermudes.
Le 3 décembre, l’ouragan Epsilon amorça un déplacement vers l'Est, évitant de justesse les vents dominants de l’Ouest des latitudes tempérées. Le cyclone prit une apparence annulaire, avec un œil plutôt large. Malgré les eaux de plus en plus froides, l’intensité d’Epsilon ne varia que peu.
Tôt le 5 décembre, on observa le maximum d’intensité, avec des vents de 140 km/h. Plus tard ce jour-là, une zone frontale passa près du nord du cyclone, le contraignant à ralentir son déplacement. Le 6 décembre, Epsilon se dirigea vers le sud-ouest, maintenant un large œil et l’intensité d’ouragan.
Le 7 décembre, un courant-jet rompit l’œil et déplaça une partie des zones convectives vers le sud-est du cyclone. Après avoir été ouragan pendant 5 jours, un record pour le mois de décembre, Epsilon faiblit en tempête tropicale à 18:00 UTC à 1 500 km au sud-ouest des Açores.
Le fort cisaillement perdurant, tôt le 8 décembre, Epsilon perdit la plupart de ses nuages convectifs. À 12:00 UTC, il devint dépression tropicale, puis à 18:00 UTC, faiblit en un creux dépressionnaire. Le 9 décembre, les restes d’Epsilon furent absorbés par une zone frontale provenant de l’Amérique du Nord.